# 골리앗땃쥐
골리앗땃쥐(Crocidura goliath)는 땃쥐과에 속하는 포유류의 일종이다. 카메룬과 중앙아프리카공화국, 콩고, 콩고민주공화국, 적도기니, 가봉에서 발견된다. 자연 서식지는 아열대 또는 열대 기후 지역의 습윤 저지대 숲이다.